# Haferriede
Die Haferriede ist das 11,2 Kilometer lange, orographisch linke beziehungsweise südliche Quellgewässer der Möseke in Niedersachsen (Deutschland), hydrografisch deren Oberlauf.

## Name
1681 wird die Haferriede als Haberrie erstmals urkundlich genannt. Der Name leitet sich vom mittelniederdeutschen Wort hāver(e) für 'Hafer' ab.

## Geographie
Die Haferriede entsteht im Calenberger Land südlich von Gehrden an der Kreisstraße 230 nach Lemmie aus einem Graben per definitionem.
Sie umfließt Gehrden im Süden, Osten und Norden mit jeweils einigen hundert Metern Abstand. Sie unterquert bei Ditterke die Landesstraße 401 und die Bundesstraße 65 und fließt nordwestlich in Richtung Lathwehren, wo sie sich mit der Kirchwehrener Landwehr zur Möseke vereint.

## Umwelt
Der Gewässerverlauf ist weitgehend künstlich begradigt. Die Unterhaltung erfolgt auch durch regelmäßiges Abmähen der Uferböschungen. Dies soll mittelfristig reduziert werden, um naturnähere Verhältnisse zu erreichen. Die Haferriede fließt durch die intensiv landwirtschaftlich genutzte Calenberger Lössbörde, was die Ursache für eine dauerhaft zu hohe Stickstoffkonzentration ist. 2024 vorgenommene Messungen in Gehrden ergaben, dass der Stickstoffgehalt mit 4 Milligramm pro Liter den Grenzwert von 2,8 Milligramm Gesamtstickstoff pro Liter weit überschritten hatte.

## Sehenswürdigkeiten und Bauwerke
Die Haferriede passiert südöstlich von Lathwehren das Rittergut Dunau. Die dortige Galerieholländermühle ersetzte etwa 1851/52 die zuvor abgebrannte Wassermühle, auf deren Fundamenten sie errichtet wurde.
Die Brücke über die Haferriede im Zuge der Landesstraße 401 bei Ditterke ist ein Baudenkmal.

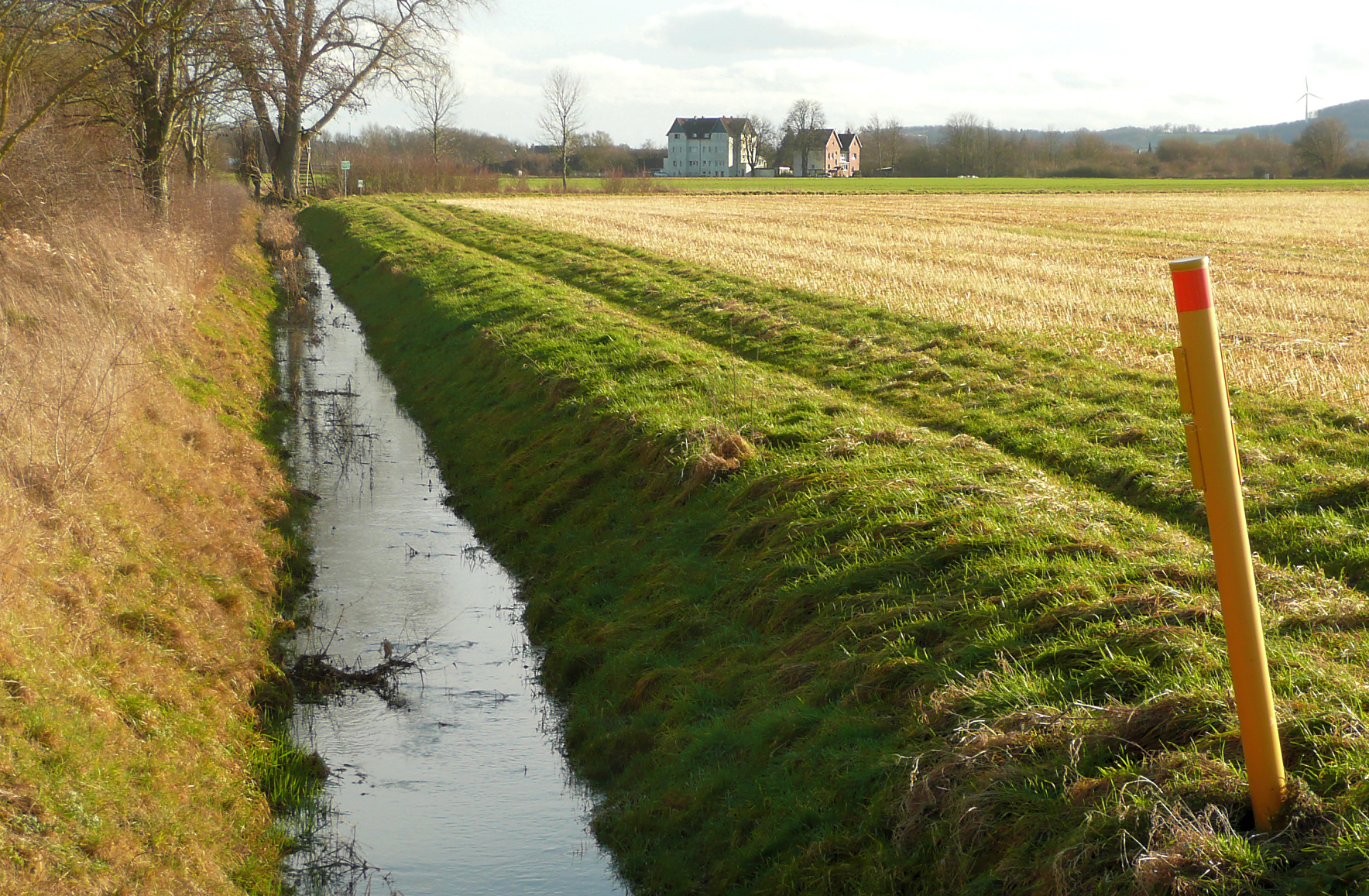
Haferriede östlich von Gehrden
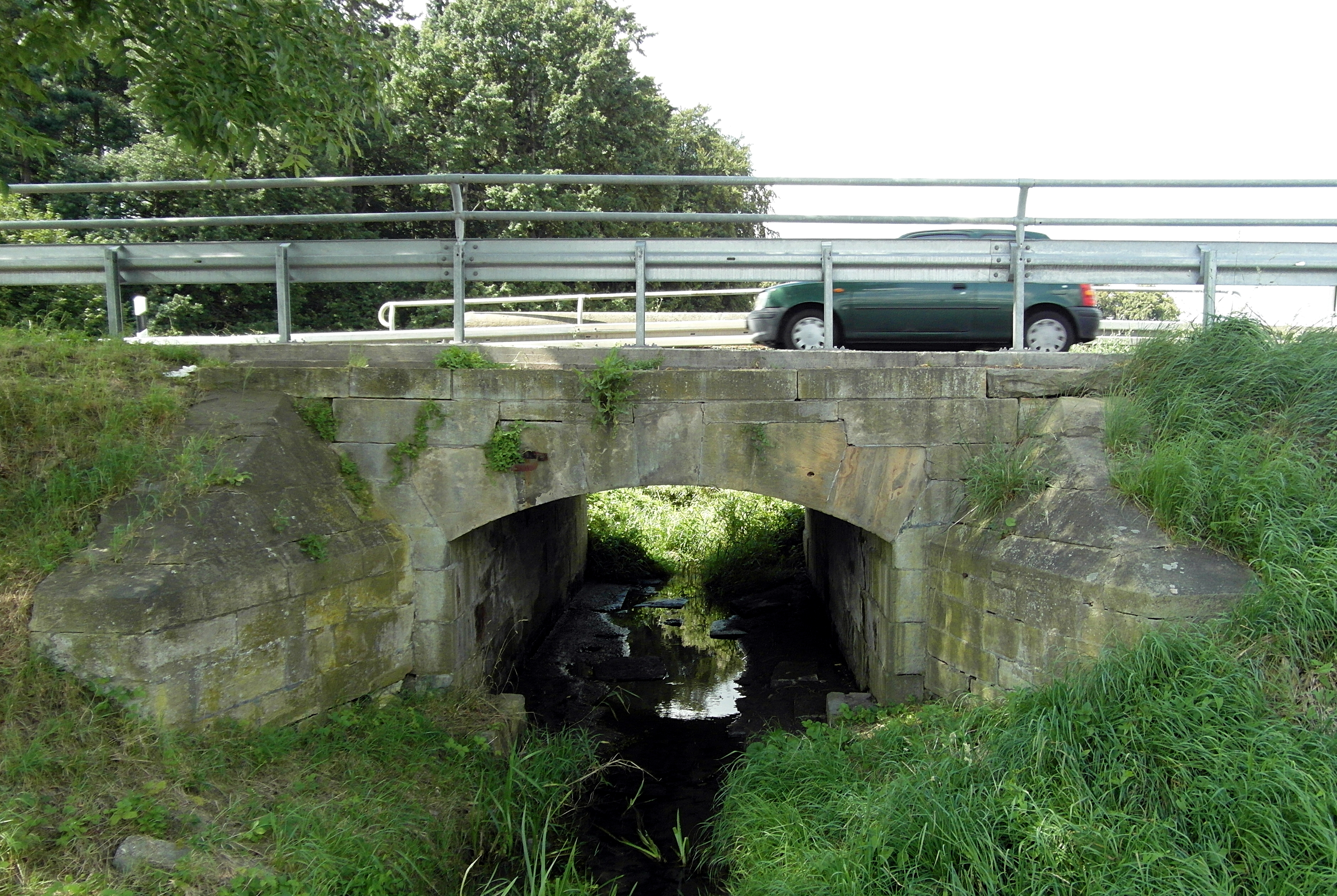
Denkmalgeschützte Brücke über die Haferriede bei Ditterke